# Биологическая продуктивность
Биологи́ческая продукти́вность — понятие, в общем случае, обозначающее воспроизведение биомассы растений, микроорганизмов и животных, входящих в состав экосистемы. В узком смысле оно трактуется как воспроизводство диких животных и растений, используемых человеком.

## Общие сведения
Биологическая продуктивность — термин, относящийся к экологии и общей биологии. Его суть — скорость генерации биомассы в экосистеме, в основе которой лежит усвоение лучистой энергии в процессе фотосинтеза и хемосинтеза с образованием органических веществ, которые затем могут использоваться в качестве пищи:29.
Биологическая продуктивность существующих экосистем проявляется во многих формах. Например — древесина, рыба, насекомые. Обычно, человек заинтересован в повышении продуктивности, так как это увеличивает возможность использования биологических ресурсов природы. Однако в ряде случаев могут возникать и вредные последствия. К таковым относятся, например, чрезмерное развитие фитопланктона определённого видового состава — синезелёных водорослей в пресных водах, токсичных видов перидиней — в морях.

## Измерения биологической продуктивности
Так как биологическая продуктивность характеризует скорость генерации биомассы, то есть величина относительная, её обычно измеряют в единицах массы за единицу времени (например, год), отнесённой на единицу площади (для наземных или водных донных организмов) или на единицу объёма (для организмов, обитающих в толще воды или почве). Кроме того, иногда наращивание определённой видовой популяции относят к её численности или её биомассе.
В общем случае продуктивность популяции за определённое время представляет собой сумму приростов всех участников сообщества, включающих прирост отделившихся от организмов образований и прирост, элиминированных за рассматриваемое время по тем или иным причинам. То есть, продуктивность {\displaystyle (P)} при известных начальной {\displaystyle (B1)}, конечной {\displaystyle (B2)} и элиминированной {\displaystyle (E)} биомассах, рассчитывается по формуле:

## Виды продукции
В зависимости от исходной основы производства биологической продукции, её разделяют на первичную и вторичную:29.

### Первичная продукция
Первичной продукцией является результат деятельности автотрофов, то есть организмов способных к фото- и хемосинтезу. Их называют продуцентами и к ним относятся, например, зелёные растения: высшие — на суше, низшие — в водной среде.

### Вторичная продукция
Вторичной продукцией является результат деятельности гетеротрофов, то есть организмов, потребляющих готовые органические вещества, создаваемые продуцентами. Их называют консументами и к ним относят животных, некоторые микроорганизмы, а также паразитические и насекомоядные растения. Все виды вторичной продукции возникают на основе использования вещества первичной продукции, которое многократно возвращается в кругооборот.